# Santa María de Pantasma
Santa María de Pantasma is een gemeente in Nicaragua in het departement Jinotega. De gemeente (municipio) telde 52.100 inwoners in 2015, waarvan ongeveer dertien procent in urbaan gebied (área de residencia urbano) woont.
Pantasma is de hoofdplaats van de gemeente.

## Geografie
De gemeente beslaat 560 km² en met een inwoneraantal van 52.000 heeft het een bevolkingsdichtheid van 93 inwoners per vierkante kilometer. De hoofdplaats ligt op 222 km van de hoofdstad Managua.

### Bestuurlijke indeling
De gemeente is opgedeeld in de volgende delen met daarnaast de hoofdplaats Pantasma:
| - Las Praderas - Estancia Cora - Malecón - Wale - Planes de Vilán - El Charcón - El Guapinol - El Tamalaque - El Jiquelite | - Cuatro Esquinas - Zompopera - El Venado - El Ventarrón - El Chamarro - Los Cedros - Las Parcelas - Las Cruces |

### Aangrenzende gemeenten
| Aangrenzende gemeenten | Aangrenzende gemeenten | Aangrenzende gemeenten | Aangrenzende gemeenten | Aangrenzende gemeenten |
| ---------------------- | ---------------------- | ---------------------- | ---------------------- | ---------------------- |
|                        |                        | Quilalí (NS)           |                        | Wiwilí                 |
|                        |                        |                        |                        |                        |
| San Sebastián de Yalí  | El Cuá                 |                        |                        |                        |
|                        |                        |                        |                        |                        |
| San Rafael del Norte   |                        | Jinotega               |                        |                        |

### Klimaat
De gemeente heeft een savanneklimaat.

## Economie
De economie is gericht op de landbouw, vooral het verbouwen van maïs, bonen en koffie, maar ook de veeteelt speelt een rol.